# Puigmaçana
Puigmaçana es una entidad de población española del municipio de Castell de Mur, perteneciente a la provincia de Lérida, en la comunidad autónoma de Cataluña.

## Toponimia
El lugar puede aparecer referido con las grafías «Puigmaçana» y «Puigmasana».

## Historia
Hacia mediados del siglo XIX, el lugar pertenecía al municipio de Mur. Aparece descrito en el decimotercer volumen del Diccionario geográfico-estadístico-histórico de España y sus posesiones de Ultramar de Pascual Madoz con las siguientes palabras:

PUIGMASANA: cas. en la prov. de Lérida, part. jud. de Tremp, térm. juris. de Mur.
(Madoz, 1849, p. 295)

En esa misma obra, en la entrada correspondiente a Mur, se dice: «el cas. de Puigmasana, existe á igual dist. NE. del mismo punto, componiendo 4 casas dependientes de la parr. de Puigcercos». El municipio de Mur desapareció en 1971 y Puigmaçana, con el resto del término municipal, se incorporó al de Castell de Mur. En 2023, la entidad singular de población tenía empadronados dos habitantes.